# Sarah Padden
Sarah Padden est une actrice britannique, de son nom complet Sarah Ann Padden, née le 16 octobre 1881 à Londres (Angleterre), ville où elle est morte le 4 décembre 1967.

## Biographie
Éduquée aux États-Unis, Sarah Padden y fait carrière et apparaît au cinéma dans cent-quarante-cinq films américains (comme second rôle de caractère ou dans des petits rôles non crédités), dont six muets, entre 1926 et 1958.
Au sein de sa filmographie (comprenant de nombreux westerns), mentionnons L'Étudiant de Leo McCarey (1929, avec Eddie Quillan et Sally O'Neil), Bad Girl de Frank Borzage (1931, avec Sally Eilers et James Dunn), Les bourreaux meurent aussi de Fritz Lang (1943, avec Brian Donlevy et Walter Brennan), ou encore Femme de feu d'André de Toth (1947, avec Joel McCrea et Veronica Lake).
À la télévision, elle contribue à quatorze séries américaines, entre 1950 et 1958, dont Les Aventures de Superman (un épisode, 1952) et Badge 714 (un épisode, 1956).
Au théâtre, dès les années 1900, Sarah Padden joue notamment dans le répertoire du vaudeville. À Broadway (New York), elle se produit dans quatre pièces, disséminées de 1906 à 1936, entre autres aux côtés d'Otis Skinner et Walter Pidgeon.

## Théâtre (sélection)
(pièces jouées à Broadway, sauf mention contraire)
- 1905 : His Grace De Grammont de Clyde Fitch, avec Otis Skinner, Laura Hope Crews (à Boston)
- 1906 : Le Duel (The Duel) d'Henri Lavedan, adaptation de Louis N. Parker, avec Otis Skinner, Guy Standing
- 1908 : La Rabouilleuse (The Honor of the Family), adaptation par Émile Fabre du roman La Rabouilleuse d'Honoré de Balzac, adaptée en anglais par Paul M. Potter, avec Otis Skinner
- 1916 : The Clod de Lewis Beach
- 1935-1936 : La Nuit du 16 janvier (Night of January 16) d'Ayn Rand, avec Edmund Breese, Walter Pidgeon

## Filmographie partielle

### Au cinéma
- 1927 : Le Rappel (The Bugle Call) de Edward Sedgwick
- 1928 : Companionate Marriage d'Erle C. Kenton
- 1929 : L'Étudiant (The Sophomore) de Leo McCarey
- 1929 : Wonder of Women de Clarence Brown
- 1930 : Billy the Kid de King Vidor
- 1931 : Mata Hari de George Fitzmaurice
- 1931 : The Great Meadow de Charles Brabin
- 1931 : Bad Girl de Frank Borzage
- 1931 : Le Passeport jaune (The Yellow Ticket) de Raoul Walsh
- 1932 : Tess of the Storm Country d'Alfred Santell
- 1932 : Grand Hotel d'Edmund Goulding
- 1932 : Cross-Examination, de Richard Thorpe
- 1932 : Jeune Amérique (Young America) de Frank Borzage
- 1932 : Raspoutine et l'Impératrice (Rasputin and the Empress) de Richard Boleslawski et Charles Brabin
- 1932 : Midnight Lady de Richard Thorpe
- 1933 : Doctor Bull de John Ford
- 1933 : Ann Vickers de John Cromwell
- 1933 : The Power and the Glory de William K. Howard
- 1933 : Deux Femmes (Pilgrimage) de John Ford
- 1933 : The Sin of Nora Moran de Phil Goldstone
- 1934 : C'était son homme (He Was her Man) de Lloyd Bacon
- 1934 : Et demain ? (Little Man, What Now ?) de Frank Borzage
- 1934 : Les Hommes en blanc (Men in White) de Richard Boleslawski
- 1934 : The Defense Rests de Lambert Hillyer
- 1935 : Les Mains d'Orlac (Mad Love) de Karl Freund
- 1935 : Anna Karénine (Anna Karenina) de Clarence Brown
- 1935 : A Dog of Flanders d'Edward Sloman
- 1937 : Youth on Parole de Phil Rosen
- 1938 : Détenues (Women in Prison) de Lambert Hillyer
- 1938 : La Fille adoptive (Romance of the Limberlost) de William Nigh
- 1938 : Trois Camarades (Three Comrades) de Frank Borzage
- 1939 : Les Fils de la Liberté (Sons of Liberty) de Michael Curtiz (court métrage)
- 1939 : The Zero Hour de Sidney Salkow
- 1939 : Man of Conquest de George Nichols Jr.
- 1940 : La Roulotte rouge ou La Belle Écuyère (Chad Hanna) d'Henry King
- 1940 : En mauvaise passe (Lone Star Raiders) de George Sherman
- 1941 : Dans le vieux Colorado (en) (In Old Colorado) d'Howard Bretherton
- 1941 : City of Missing Girls (en) d'Elmer Clifton
- 1941 : Il était une fois (A Woman's Face) de George Cukor
- 1941 : Vendetta (The Corsican Brothers) de Gregory Ratoff
- 1942 : Private Snuffy Smith d'Edward F. Cline
- 1942 : Tueur à gages (This Gun for Hire) de Frank Tuttle
- 1942 : The Mad Monster de Sam Newfield
- 1942 : Vainqueur du destin (The Pride of the Yankees) de Sam Wood
- 1943 : Un commando en Bretagne (Assignment in Brittany) de Jack Conway
- 1943 : Les bourreaux meurent aussi (Hangmen Also Die !) de Fritz Lang
- 1943 : L'Étoile du Nord (The North Star) de Lewis Milestone
- 1943 : So This Is Washington de Ray McCarey
- 1943 : La Vie aventureuse de Jack London (Jack London) d'Alfred Santell

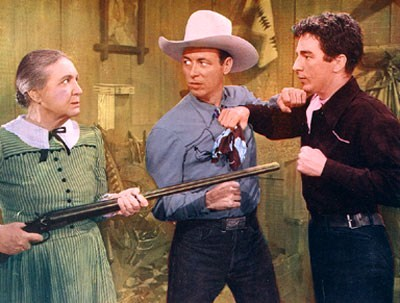
De g. à d. : Sarah Padden, Eddie Dean et Lash LaRue, dans Song of Old Wyoming (1945)

- 1944 : L'Aveu (Summer Storm) de Douglas Sirk
- 1944 : Casanova le petit (Casanova Brown) de Sam Wood
- 1944 : Et voilà la vie (This Is the Life) de Felix E. Feist
- 1945 : La Femme du pionnier (Dakota) de Joseph Kane
- 1945 : L'Invisible Meurtrier (The Unseen) de Lewis Allen
- 1945 : Song of Old Wyoming de Robert Emmett Tansey
- 1945 : Apology for Murder de Sam Newfield
- 1946 : Joe Palooka, champion (Joe Palooka, Champ) de Reginald Le Borg
- 1946 : L'Évadé de l'enfer (Angel on My Shoulder) d'Archie Mayo
- 1946 : Une fille perdue (That Brennan Girl) d'Alfred Santell
- 1947 : Du sang sur la piste (Trail Street) de Ray Enright
- 1947 : Femme de feu (Ramrod) de André De Toth
- 1947 : La Possédée (Possessed) de Curtis Bernhardt
- 1948 : Le Bourgeois téméraire (The Dude goes West) de Kurt Neumann
- 1950 : Ma vie à moi (A Life of Her Own) de George Cukor
- 1950 : House by the River de Fritz Lang
- 1951 : La Revanche des sioux (Oh ! Susannah) de Joseph Kane
- 1952 : Big Jim McLain d'Edward Ludwig
- 1955 : Le Prince des acteurs (Prince of Players) de Philip Dunne
- 1958 : Deux Farfelus au régiment (No Time for Sergeants) de Mervyn LeRoy
- 1958 : Le Ballet du désir (Screaming Mimi) de Gerd Oswald

### À la télévision (séries)
- 1952 : Les Aventures de Superman (The Adventures of Superman)
  - Saison 1, épisode 2 The Haunted Lighthouse
- 1956 : Badge 714 ou Coup de filet (Dragnet)
  - Saison 5, épisode 19 The Big Sisters